# Bendebetta Forest, Somvarpet
Bendebetta Forest là một làng thuộc tehsil Somvarpet, huyện Kodagu, bang Karnataka, Ấn Độ.